# Jared Palmer
Jared Eiseley Palmer (n. 2 de julio de 1971 en Nueva York, Estados Unidos) es un exjugador profesional de tenis que se destacó en la modalidad de dobles, especialidad en la que conquistó 28 títulos, entre ellos, dos de Grand Slam.

## Torneos de Grand Slam

### Campeón Dobles (2)
| Año  | Torneo               | Pareja          | Oponentes en la final      | Resultado          |
| 1995 | Abierto de Australia | Richey Reneberg | Mark Knowles Daniel Nestor | 6-3 3-6 6-3 6-2    |
| 2001 | Wimbledon            | Donald Johnson  | Jiří Novák David Rikl      | 6-4 4-6 6-3 7-6(6) |

### Finalista Dobles (2)
| Año  | Torneo    | Pareja         | Oponentes en la final        | Resultado              |
| 1999 | Wimbledon | Paul Haarhuis  | Mahesh Bhupathi Leander Paes | 7-6(10) 3-6 4-6 6-7(4) |
| 2001 | US Open   | Donald Johnson | Wayne Black Kevin Ullyett    | 5-7 2-6 3-6            |

### Campeón Dobles Mixto (2)
| Año  | Torneo               | Pareja                  | Oponentes en la final                   | Resultado  |
| 2000 | Abierto de Australia | Rennae Stubbs           | Arantxa Sánchez Vicario Todd Woodbridge | 7-5 7-6(3) |
| 2000 | US Open              | Arantxa Sánchez Vicario | Anna Kournikova Max Mirnyi              | 6-4 6-3    |

## Títulos (28; 0+1)

### Dobles (1)
| Leyenda                |
| Grand Slam (2)         |
| Tennis Masters Cup (0) |
| ATP Masters Series (1) |
| ATP Tour (25)          |

| N.º | Fecha | Torneo                          | Superficie    | Pareja          | Oponentes en la final                | Resultado            |
| --- | ----- | ------------------------------- | ------------- | --------------- | ------------------------------------ | -------------------- |
| 1.  | 1992  | Wellington                      | Dura          | Jonathan Stark  | Michiel Schapers Daniel Vacek        | 6-3, 6-3             |
| 2.  | 1992  | Washington D. C.                | Dura          | Bret Garnett    | Ken Flach Todd Witsken               | 7-6, 6-3             |
| 3.  | 1994  | Auckland                        | Dura          | Patrick McEnroe | Grant Connell Patrick Galbraith      | 6-2, 4-6, 6-4        |
| 4.  | 1994  | San José                        | Dura (i)      | Rick Leach      | Byron Black Jonathan Stark           | 4-6, 6-4, 6-4        |
| 5.  | 1994  | Atlanta                         | Tierra batida | Richey Reneberg | Francisco Montana Jim Pugh           | 4-6, 7-6, 6-4        |
| 6.  | 1994  | Basilea                         | Dura (i)      | Patrick McEnroe | Lan Bale John-Laffnie De Jager       | 6-3, 7-6             |
| 7.  | 1995  | Abierto de Australia, Melbourne | Dura          | Richey Reneberg | Mark Knowles Daniel Nestor           | 6-3, 3-6, 6-3, 6-2   |
| 8.  | 1995  | Memphis                         | Dura (i)      | Richey Reneberg | Tommy Ho Brett Steven                | 7-5, 6-3             |
| 9.  | 1995  | Tel-Aviv                        | Dura          | Jim Grabb       | Kent Kinnear David Wheaton           | 6-4, 7-5             |
| 10. | 1995  | Moscú                           | Moqueta       | Byron Black     | Tommy Ho Brett Steven                | 6-4, 3-6, 6-3        |
| 11. | 1998  | Moscú                           | Moqueta       | Jeff Tarango    | Yevgeny Kafelnikov Daniel Vacek      | 6-4, 6-7, 6-2        |
| 12. | 1999  | Doha                            | Dura          | Alex O'Brien    | Piet Norval Kevin Ullyett            | 6-3, 6-4             |
| 13. | 1999  | Indianápolis                    | Dura          | Paul Haarhuis   | Olivier Delaître Leander Paes        | 6-3, 6-4             |
| 14. | 2000  | Scottsdale                      | Dura          | Richey Reneberg | Patrick Galbraith David Macpherson   | 6-3, 7-5             |
| 15. | 2000  | Indian Wells                    | Dura          | Alex O'Brien    | Paul Haarhuis Sandon Stolle          | 6-4, 7-65            |
| 16. | 2000  | Washington D. C.                | Dura          | Alex O'Brien    | Andre Agassi Sargis Sargsian         | walkover             |
| 17. | 2001  | Scottsdale                      | Dura          | Donald Johnson  | Marcelo Ríos Sjeng Schalken          | 7-6, 6-2             |
| 18. | 2001  | Barcelona                       | Tierra batida | Donald Johnson  | Tommy Robredo Fernando Vicente       | 2-6, 6-3, 7-6        |
| 19. | 2001  | Mallorca                        | Tierra batida | Donald Johnson  | Feliciano López Francisco Roig       | 7-5, 6-3             |
| 20. | 2001  | Nottingham                      | Césped        | Donald Johnson  | Paul Hanley Andrew Kratzmann         | 6-4, 6-2             |
| 21. | 2001  | Wimbledon, Londres              | Césped        | Donald Johnson  | Jiří Novák David Rikl                | 6-4, 4-6, 6-3, 7-6   |
| 22. | 2001  | Estocolmo                       | Dura (i)      | Donald Johnson  | Jonas Björkman Todd Woodbridge       | 6-3, 4-6, 6-3        |
| 23. | 2002  | Doha                            | Dura          | Donald Johnson  | Jiří Novák David Rikl                | 6-3, 7-6(5)          |
| 24. | 2002  | Sídney                          | Dura          | Donald Johnson  | Joshua Eagle Sandon Stolle           | 6-4, 6-4             |
| 25. | 2002  | San Petersburgo                 | Moqueta       | David Adams     | Irakli Labadze Marat Safin           | 7-6(8), 6-3          |
| 26. | 2004  | Milán                           | Moqueta       | Pavel Vízner    | Daniele Bracciali Giorgio Galimberti | 6-4, 6-4             |
| 27. | 2004  | Shanghái                        | Dura          | Pavel Vízner    | Rick Leach Brian Macphie             | 4-6, 7-6(4), 7-6(11) |
| 28. | 2004  | Tokio                           | Dura          | Pavel Vízner    | Jiri Novak Petr Pála                 | 5-1, ret             |

### Finalista en dobles (torneos destacados)
- 1994: Masters de Miami (junto a Mark Knowles pierden ante Jacco Eltingh y Paul Haarhuis)
- 1994: Masters de Toronto (junto a Patrick McEnroe pierden ante Byron Black y Jonathan Stark)
- 1999: Masters de Hamburgo (junto a Paul Haarhuis pierden ante Wayne Arthurs y Andrew Kratzmann)
- 1999: Wimbledon
- 1999: Masters de París (junto a Paul Haarhuis pierden ante Sébastien Lareau y Alex O'Brien)
- 2001: Masters de Montreal (junto a Donald Johnson pierden ante Jiri Novak y David Rikl)
- 2001: US Open
- 2002: Masters de Miami (junto a Donald Johnson pierden ante Mark Knowles y Daniel Nestor)